# Savarin
Pour les articles homonymes, voir Savarin (homonymie).

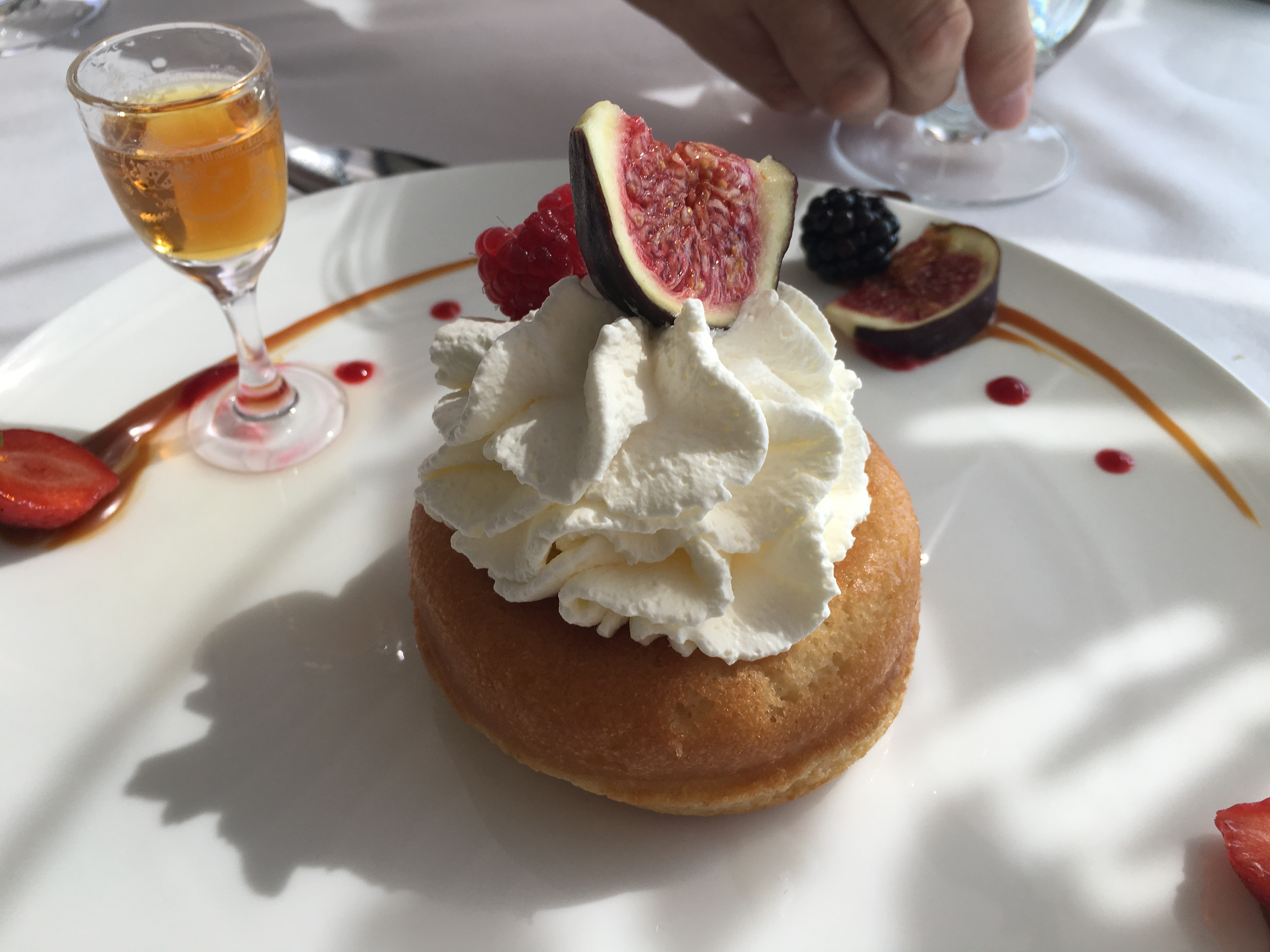
Un savarin avec de la crème chantilly.

Le savarin est une pâtisserie française créée en 1845 par les frères Julien, pâtissiers parisiens du Second Empire, et nommée en hommage au célèbre gastronome et écrivain français Brillat-Savarin. Il s'agit d'un gâteau fait de pâte à baba (sans raisins secs), moulé en forme de couronne et imbibé d'un sirop au kirsch. Il peut être garni de crème pâtissière ou chantilly, de fruits frais ou confits.

## Historique
En 1844, deux frères, Arthur et Auguste Julien, ouvrent la pâtisserie de la Bourse, au coin de la rue Vivienne et de la place de la Bourse à Paris. Établissement réputé, on lui doit de nombreuses créations, baptisées le gâteau trois-frères, le moka, le cambacérès, le talleyrand ou le richelieu. Le savarin a été créé en 1845 par le frère cadet.
À l'époque, la maison Stohrer, installée rue Montorgueil, est la référence en matière de baba au rhum, après que son fondateur Nicolas Stohrer a un siècle plus tôt amélioré la recette du baba, notamment en ayant l'idée d'imbiber le gâteau d'un sirop alcoolisé. Les frères Julien décident à leur tour de retravailler la recette. Ils apportent principalement deux innovations : le gâteau est moulé en forme de couronne ; la composition du sirop est changée pour un mélange de kirsch, de marasquin et d'anisette et soigneusement gardé secrète. La pâtisserie est nommée « brillat-savarin » ou « savarin », en hommage à Brillat-Savarin. Rapidement populaire, elle est copiée par de nombreux pâtissiers, au grand dam de ses créateurs qui ont pourtant breveté la recette. En mars 1846, le journal satirique Le Tintamarre lui consacre une chansonnette :
« De Paris au Pérou, de Londre [sic] à Navarin/Du Danube à la Loire, et du Nil jusqu’au Rhin/S’il existe un gâteau délicat, souverain/Il n’en existe qu’un, et c’est le Savarin. (Sur l'air du Tra la la, etc.) »
Le savarin détrône le baba au rhum et devient une des pièces phares de la maison Julien, au point d'être mentionné longtemps après sa création comme argument publicitaire dans l'annuaire Didot-Bottin. La recette figure dans le Petit Dictionnaire de cuisine d'Alexandre Dumas, paru à titre posthume en 1882.

## Préparation
Selon la recette originelle, préparer une pâte à baba, avec de la farine, du levain, des œufs, du beurre et du sucre, et éventuellement des écorces d'oranges confites hachées à la place des raisins secs. Laisser reposer plusieurs heures. Beurrer un moule en forme de couronne, parsemer le fond d'amandes hachées et verser la pâte. Faire cuire au four, puis laisser refroidir. Imbiber largement le gâteau d'un sirop fait de kirsch, de liqueur de cerises et d'anisette.
Le savarin est généralement garni en son milieu de crème fouettée ou pâtissière, ou de fruits confits ou frais. Il se décline aussi en gâteau individuel.